# Wylam
Wylam ['wɪlm] ist ein Dorf im Nordosten Englands. Es liegt rund 16 km westlich von Newcastle upon Tyne in der Grafschaft Northumberland. Die Einwohnerzahl beträgt rund 2.100 (Stand Ende 2011).

## Geschichte
Wylam war einst ein Industriedorf mit Kohlebergwerken und Eisenwerken, heute ist es ein Pendlervorort von Newcastle upon Tyne und Hexham. Das Dorf wird durch die Bahnlinie Newcastle and Carlisle Railway erschlossen. Die Dorfkirche wurde 1886 errichtet und ist Oswine geweiht, einem Heiligen aus Northumberland.

## Mit Wylam verbundene Personen
Das Dorf ist als Geburts- und Wirkungsort mehrerer Pioniere der Eisenbahn bekannt. Das Haus des in Wylam geborenen George Stephenson befindet sich etwa einen Kilometer östlich des Dorfes am Nordufer des Tyne. Es ist heute im Besitz des National Trust und kann besichtigt werden. Ebenfalls in Wylam geboren wurde der Lokomotivingenieur Timothy Hackworth, der mit Stephenson zusammenarbeitete. William Hedley, der im Nachbardorf Newburn auf die Welt kam, ging in Wylam zur Schule und baute 1813 die „Puffing Billy“, die älteste erhalten gebliebene Dampflokomotive der Welt.